# Heleobia conexa
Heleobia conexa is een slakkensoort uit de familie van de Cochliopidae. De wetenschappelijke naam van de soort is voor het eerst geldig gepubliceerd in 1974 door M. C. Gaillard.